# رافائيل باستوس
رافائيل باستوس (بالبرتغالية: Rafael Bastos) (ولد في 1 يناير 1985 ريو دي جانيرو) هو لاعب كرة قدم برازيلي يلعب حاليًا في نادي النصر السعودي .. يلعب باستوس في مركز الوسط المهاجم أو الجناح.

## مسيرته

### براغا
في 5 يناير 2010 سبورتينغ براغا وقع مع لاعب خط الوسط البرازيلي قادمًا من النادي الياباني كونسادول سابورو حتى يونيو 2011. للأسف، بسبب صراع مع المدرب، لعب رافائيل فقط 8 مباريات للفريق في عام 2010، ثم بدأ اللعب أساسيًا في يناير كانون الثاني. في يوليو، سبورتينغ براغا اتفق مع اللاعب على إنهاء العقد بين الطرفين . ثم وقع رافائيل باستوس مع فريق كلوج الروماني .

### كلوج
في 20 سبتمبر 2012، بدأ كلوج مشاركته في دوري أبطال أوروبا بنجاح محققًا الفوز على سبورتينغ براغا البرتغالي في مباراة شهدت تسجيل باستوس هدفين في مرمى فريقه السابق. [1]

### النصر
في 22 ديسمبر 2012، أعلن أن باستوس وقع عقدًا لمدة عامين ونصف العام مع نادي النصر السعودي مقابل رسوم لم يكشف عنها، على الرغم من أن تقارير وسائل الإعلام تشير إلى أن قيمة الصفقة بلغت 3.75 مليون يورو.

## روابط خارجية
- رافائيل باستوس على موقع الاتحاد الأوربي (الإنجليزية)
- رافائيل باستوس على موقع رابطة كرة القدم اليابانية للمحترفين (اليابانية)
- رافائيل باستوس على موقع قاعدة بيانات كرة القدم.إي يو (الإنجليزية)
- رافائيل باستوس على موقع Soccerway.com (الإنجليزية)
- رافائيل باستوس على موقع عالم كرة القدم.نت (الإنجليزية)
- رافائيل باستوس على موقع كووورة
- رافائيل باستوس على موقع AS.com (الإسبانية)